# The Art of Rebellion
The Art of Rebellion („die Kunst der Rebellion“) ist das fünfte Studioalbum der US-amerikanischen Crossover-Band Suicidal Tendencies. Es wurde im Sommer 1992 von Epic Records veröffentlicht und gilt als kommerziell erfolgreichstes der Band. Zugleich ist es stilistisch das melodischste sowie in Teilen langsamste und metalähnlichste.

## Entstehung und Stil
The Art of Rebellion wurde vom damaligen Infectious-Grooves-Schlagzeuger Josh Freese als Gastmusiker eingespielt. Zuvor war der langjährige Drummer R.J. Herrera ausgestiegen, da seine Frau ein Kind erwartete und Suicidal Tendencies planten, noch häufiger auf Tour zu sein als zuvor. Gleichzeitig wurden bereits neue Schlagzeuger angetestet, die Band entschied sich alsbald für Jimmy DeGrasso. Suicidal hatten auch zuvor das Management gewechselt: statt Jon Zazula (Megaforce Records, Anthrax) waren jetzt Peter Mensch und Cliff Bernstein (Metallica) für die Band verantwortlich. Auch beim Produzenten ging die Band neue Wege: Peter Collins (Rush, Queensrÿche) produzierte das Album. Er stattete die Platte mit einem im Vergleich zu früheren Alben detaillierteren und bassorientierteren Klang aus. Auch wurde erstmals eine Vorproduktion gemacht. Zunächst war die Band skeptisch gegenüber Collins, doch fand Mike Muir den Klang am Ende besser als erwartet: „Er hat nie versucht die Band zu ändern, weil er verstanden hat, was wir wollten.“ Inhaltlich bezeichnete Muir das Album als einen „Freund, mit dem man Dinge teilt, die man mit anderen Leuten nicht teilen will“.

„Prinzipiell ist The Art of Rebellion eine sehr emotionale Scheibe, die das gesamte Spektrum an Gefühlen abdeckt. Von Glück und Freude bis hin zu all den negativen Emotionen. Aber manchmal sind die negativen Dinge in unserem Leben die positiven, weil sie einen dazu zwingen, sich mit der Realität auseinanderzusetzen.“

Das Album erschien im Juni bzw. Juli 1992 und stieg in den USA auf Platz 52 in die Charts ein, die bis dato höchste Chartplatzierung der Band. Als erste Single wurde Nobody Hears (noch mit Josh Freese im Musikvideo) ausgekoppelt, es folgten Asleep at the Wheel und I’ll Hate You Better (1993). Eigentlich sollte The Art of Rebellion erst im September 1992 erscheinen, doch als Suicidal Tendencies das Angebot erhielten, mit Ozzy Osbourne auf Tour zu gehen, beeilte sich die Band, die Platte früher herauszubringen. Nach dieser Tour spielte sie auch im Herbst des Jahres als Headliner in Europa, die damals noch unbekannten Rage Against the Machine waren als Vorgruppe dabei. 1993 bildeten Suicidal Tendencies den Support für Metallicas Nowhere-Else-to-Roam-Tour zum schwarzen Album. Im gleichen Sommer spielte die Band in Europa auf Festivals etwa mit Faith No More, Iggy Pop und Anthrax.

## Rezeption
Die älteren Fans von Suicidal Tendencies betrachteten The Art of Rebellion zum Teil eher skeptisch. Auch auf Laut.de wurde es als „eines der gewöhnungsbedürftigsten Suicidal-Alben“ bezeichnet, es zeige aber die „Vielseitigkeit des Herrn Muir“. In der Metal-Presse wurde das Album damals teilweise mit Begeisterung aufgenommen. So schrieb Rock-Hard-Herausgeber Holger Stratmann, Suicidal Tendencies würden „immer besser“. Die Band werde melodischer, „Wutausbrüche“ würden „gekonnt kanalisiert“. Asleep at the Wheel verglich er mit Jane’s Addiction. Besonders hob er den „eigenwilligen Gesang“ Muirs heraus und vergab 9,5 von zehn Punkten. In den monatlichen Redaktionscharts belegte die Platte Platz eins vor Force of Habit von Exodus und Ministrys Psalm 69: The Way to Succeed and the Way to Suck Eggs. Roch Parisien von Allmusic vergab vier von fünf Sternen. Er stellte besonders die gesangliche Entwicklung Muirs heraus. Das Album sei eine „geballte Faust in einem Samthandschuh - oder ist es eine offene Hand im Kettengewand?“

## Titelliste
1. Can’t Stop (Muir) – 6:39
2. Accept My Sacrifice (Muir, Trujillo) – 3:30
3. Nobody Hears (Muir, George) – 5:34
4. Tap into the Power (Muir, Clark) – 3:43
5. Monopoly on Sorrow (Muir) – 5:13
6. We Call This Mutha Revenge (Muir, Clark) – 4:51
7. I Wasn’t Meant to Feel This / Asleep at the Wheel (Muir) – 7:07
8. Gotta Kill Captain Stupid (Muir, Clark) – 4:02
9. I’ll Hate You Better (Muir, Clark) – 4:18
10. Which Way to Free? (Muir, George) – 4:30
11. It’s Going Down (Muir) 4:27
12. Where’s the Truth?  (Muir, George) 4:14